# Mutuum
Il mutuum (in italiano assimilabile al "mutuo") nel diritto romano fu una obbligazione re contracta (obbligazione nascente dalla consegna della cosa, o reale) in cui un mutuante trasferiva la proprietà di una quantità di un bene fungibile e consumabile a un mutuatario, il quale si obbligava con il primo a restituirgli a una scadenza prefissata uguale quantità delle cose fungibili ricevute e pressappoco della stessa qualità. Un esempio poteva essere la consegna di un quantitativo di derrate alimentari che dovevano essere riconsegnate dopo un lasso di tempo non esattamente le stesse (in quanto consumabili) ma tantumdem eiusdem generis et qualitatis ovvero la stessa quantità e qualità della cosa ricevuta.
In termini moderni si potrebbe indicare come un contratto unilaterale, che si perfezionava al momento della consegna della cosa, in quanto nasceva un obbligo esclusivamente a capo di una sola delle parti (in questo caso, del mutuatario), obbligo consistente nella restituzione "della cosa data". A vantaggio del mutuatario vi era l'acquisto della proprietà della cosa data.

## Mutui feneratizi
Il mutuum era a carattere gratuito, ovvero il mutuatario doveva restituire solo l'equivalente di quello ricevuto, senza aggravarsi di altri oneri o interessi. Tuttavia, la giurisprudenza pratica individuò degli schemi che permisero di prevedere un lucro per il mutuante e l'esenzione degli interessi che venivano indicati come usurae (da non confondere con l'accezione moderna di usura che indica un reato). In questo modo nacque il mutuo feneratizio.